# Bob Lindberg
Robert Lindberg (né le 31 décembre 1945 à Minneapolis dans l'État du Minnesota aux États-Unis) est un joueur professionnel américain de hockey sur glace.

## Palmarès
- Vainqueur de la LNA en 1978, 1981 et 1983 avec le HC Bienne.